# Chroococcidiopsidales
Chroococcidiopsidales son un orden de cianobacterias cocales que se caracterizan por ser extremófilas. Crecen en condiciones de alta radiación UV, alta y baja temperatura, alta desecación y alta salinidad. Anteriormente se les clasificaba dentro del orden Pleurocapsales debido a su patrón de crecimiento sin embargo las Chroococcidiopsidales no presentan beocitos. Análisis moleculares de su genoma sugieren que son más cercanas filogenéticamente a las cianobacterias con heterocitos (Nostocales).

## Taxonomía
Las Choococcidiopsidales incluyen 2 familias:
- Familia Aliterellaceae
- Familia Chroococcidiopsidaceae